# Eleições autárquicas portuguesas de 1982 no distrito de Vila Real
| Eleições autárquicas portuguesas de 1982 Distritos: Aveiro \| Beja \| Braga \| Bragança \| Castelo Branco \| Coimbra \| Évora \| Faro \| Guarda \| Leiria \| Lisboa \| Portalegre \| Porto \| Santarém \| Setúbal \| Viana do Castelo \| Vila Real \| Viseu \| Açores \| Madeira |

## Resultados por concelho
Os resultados nos concelhos do distrito de Vila Real foram os seguintes:

### Alijó
| Partido                 | Partido                 | Votos  | %               | +/-  | Vereadores | +/-     |
| ----------------------- | ----------------------- | ------ | --------------- | ---- | ---------- | ------- |
|                         | Aliança Democrática     | 5 548  | 56,01 / 100,00  | 2,91 | 4 / 7      | 1       |
|                         | Partido Socialista      | 3 463  | 34,96 / 100,00  | 1,37 | 3 / 7      | 1       |
|                         | Aliança Povo Unido      | 462    | 4,66 / 100,00   | 1,02 | 0 / 7      | Estável |
| Votos Inválidos         | Votos Inválidos         | 433    | 4,37 / 100,00   | 1,24 |            |         |
| Total                   | Total                   | 9 906  | 100,00 / 100,00 |      | 7 / 7      |         |
| Eleitorado/Participação | Eleitorado/Participação | 13 211 | 74,98 / 100,00  | 4,63 |            |         |

### Boticas
| Partido                 | Partido                  | Votos | %               | +/-   | Vereadores | +/-     |
| ----------------------- | ------------------------ | ----- | --------------- | ----- | ---------- | ------- |
|                         | Partido Social Democrata | 2 220 | 55,79 / 100,00  | 6,58  | 3 / 5      | 1       |
|                         | Partido Socialista       | 1 250 | 31,41 / 100,00  | 12,56 | 2 / 5      | 1       |
|                         | Aliança Povo Unido       | 234   | 5,88 / 100,00   | 0,14  | 0 / 5      | Estável |
| Votos Inválidos         | Votos Inválidos          | 175   | 6,91 / 100,00   | 1,36  |            |         |
| Total                   | Total                    | 3 979 | 100,00 / 100,00 |       | 5 / 5      |         |
| Eleitorado/Participação | Eleitorado/Participação  | 6 407 | 62,10 / 100,00  | 9,93  |            |         |

### Chaves
| Partido                 | Partido                   | Votos  | %               | +/-   | Vereadores | +/-     |
| ----------------------- | ------------------------- | ------ | --------------- | ----- | ---------- | ------- |
|                         | Partido Social Democrata  | 12 028 | 53,17 / 100,00  | 16,13 | 4 / 7      | 2       |
|                         | Partido Socialista        | 5 052  | 22,33 / 100,00  | 5,12  | 2 / 7      | 1       |
|                         | Centro Democrático Social | 2 572  | 11,37 / 100,00  | -     | 1 / 7      | -       |
|                         | Aliança Povo Unido        | 1 443  | 6,38 / 100,00   | 0,39  | 0 / 7      | Estável |
|                         | União Democrática Popular | 262    | 1,16 / 100,00   | 0,59  | 0 / 7      | Estável |
| Votos Inválidos         | Votos Inválidos           | 1 266  | 5,60 / 100,00   | 2,04  |            |         |
| Total                   | Total                     | 22 623 | 100,00 / 100,00 |       | 7 / 7      |         |
| Eleitorado/Participação | Eleitorado/Participação   | 35 263 | 64,16 / 100,00  | 3,29  |            |         |

### Mesão Frio
| Partido                 | Partido                   | Votos | %               | +/-  | Vereadores | +/-     |
| ----------------------- | ------------------------- | ----- | --------------- | ---- | ---------- | ------- |
|                         | Partido Social Democrata  | 1 853 | 61,22 / 100,00  | 3,13 | 4 / 5      | 1       |
|                         | Partido Socialista        | 690   | 22,79 / 100,00  | 7,56 | 1 / 5      | 1       |
|                         | Centro Democrático Social | 241   | 7,96 / 100,00   | -    | 0 / 5      | -       |
|                         | Aliança Povo Unido        | 85    | 2,81 / 100,00   | 1,59 | 0 / 5      | Estável |
| Votos Inválidos         | Votos Inválidos           | 158   | 5,22 / 100,00   | 0,17 |            |         |
| Total                   | Total                     | 3 027 | 100,00 / 100,00 |      | 5 / 5      |         |
| Eleitorado/Participação | Eleitorado/Participação   | 4 278 | 70,76 / 100,00  | 4,07 |            |         |

### Mondim de Basto
| Partido                 | Partido                    | Votos | %               | +/-  | Vereadores | +/-     |
| ----------------------- | -------------------------- | ----- | --------------- | ---- | ---------- | ------- |
|                         | Centro Democrático Social  | 1 810 | 39,02 / 100,00  | 0,77 | 3 / 5      | 1       |
|                         | Partido Social Democrata   | 957   | 20,63 / 100,00  | 7,42 | 1 / 5      | 1       |
|                         | Partido Socialista         | 946   | 20,39 / 100,00  | 5,16 | 1 / 5      | Estável |
|                         | Partido Popular Monárquico | 553   | 11,92 / 100,00  | -    | 0 / 5      | -       |
|                         | Aliança Povo Unido         | 173   | 3,73 / 100,00   | 1,86 | 0 / 5      | Estável |
| Votos Inválidos         | Votos Inválidos            | 200   | 4,32 / 100,00   | 1,07 |            |         |
| Total                   | Total                      | 4 639 | 100,00 / 100,00 |      | 5 / 5      |         |
| Eleitorado/Participação | Eleitorado/Participação    | 6 294 | 73,71 / 100,00  | 1,96 |            |         |

### Montalegre
| Partido                 | Partido                  | Votos  | %               | +/-   | Vereadores | +/-     |
| ----------------------- | ------------------------ | ------ | --------------- | ----- | ---------- | ------- |
|                         | Partido Social Democrata | 4 441  | 49,25 / 100,00  | 14,14 | 4 / 7      | 1       |
|                         | Partido Socialista       | 3 622  | 40,17 / 100,00  | 15,47 | 3 / 7      | 1       |
|                         | Aliança Povo Unido       | 294    | 3,26 / 100,00   | 4,29  | 0 / 7      | Estável |
| Votos Inválidos         | Votos Inválidos          | 660    | 7,32 / 100,00   | 2,95  |            |         |
| Total                   | Total                    | 9 017  | 100,00 / 100,00 |       | 7 / 7      |         |
| Eleitorado/Participação | Eleitorado/Participação  | 13 859 | 65,06 / 100,00  | 3,78  |            |         |

### Murça
| Partido                 | Partido                    | Votos | %               | +/-   | Vereadores | +/-     |
| ----------------------- | -------------------------- | ----- | --------------- | ----- | ---------- | ------- |
|                         | Partido Social Democrata   | 1 966 | 42,54 / 100,00  | 5,91  | 3 / 5      | 1       |
|                         | Centro Democrático Social  | 1 727 | 37,37 / 100,00  | 5,92  | 2 / 5      | Estável |
|                         | Partido Socialista         | 382   | 8,27 / 100,00   | 11,91 | 0 / 5      | 1       |
|                         | Partido Popular Monárquico | 192   | 4,15 / 100,00   | -     | 0 / 5      | -       |
|                         | Aliança Povo Unido         | 148   | 3,20 / 100,00   | 4,74  | 0 / 5      | Estável |
| Votos Inválidos         | Votos Inválidos            | 206   | 4,46 / 100,00   | 0,66  |            |         |
| Total                   | Total                      | 4 621 | 100,00 / 100,00 |       | 5 / 5      |         |
| Eleitorado/Participação | Eleitorado/Participação    | 6 152 | 75,11 / 100,00  | 6,93  |            |         |

### Peso da Régua
| Partido                 | Partido                 | Votos  | %               | +/-  | Vereadores | +/-     |
| ----------------------- | ----------------------- | ------ | --------------- | ---- | ---------- | ------- |
|                         | Partido Socialista      | 5 408  | 52,52 / 100,00  | 1,05 | 4 / 7      | Estável |
|                         | Aliança Democrática     | 3 660  | 35,54 / 100,00  | 3,34 | 3 / 7      | Estável |
|                         | Aliança Povo Unido      | 621    | 6,03 / 100,00   | 1,25 | 0 / 7      | Estável |
|                         | OCMLP                   | 54     | 0,52 / 100,00   | Novo | 0 / 7      | Novo    |
| Votos Inválidos         | Votos Inválidos         | 555    | 5,39 / 100,00   | 0,53 |            |         |
| Total                   | Total                   | 10 298 | 100,00 / 100,00 |      | 7 / 7      |         |
| Eleitorado/Participação | Eleitorado/Participação | 14 927 | 68,99 / 100,00  | 1,40 |            |         |

### Ribeira de Pena
| Partido                 | Partido                 | Votos | %               | +/-   | Vereadores | +/-     |
| ----------------------- | ----------------------- | ----- | --------------- | ----- | ---------- | ------- |
|                         | Aliança Democrática     | 2 561 | 63,63 / 100,00  | -     | 4 / 5      | -       |
|                         | Partido Socialista      | 1 121 | 27,85 / 100,00  | 6,20  | 1 / 5      | Estável |
|                         | Aliança Povo Unido      | 123   | 3,06 / 100,00   | 0,52  | 0 / 5      | Estável |
| Votos Inválidos         | Votos Inválidos         | 220   | 5,46 / 100,00   | 1,16  |            |         |
| Total                   | Total                   | 4 025 | 100,00 / 100,00 |       | 5 / 5      |         |
| Eleitorado/Participação | Eleitorado/Participação | 6 615 | 60,85 / 100,00  | 11,37 |            |         |

### Sabrosa
| Partido                 | Partido                 | Votos | %               | +/-  | Vereadores | +/-     |
| ----------------------- | ----------------------- | ----- | --------------- | ---- | ---------- | ------- |
|                         | Aliança Democrática     | 2 979 | 62,54 / 100,00  | -    | 4 / 5      | -       |
|                         | Partido Socialista      | 1 284 | 26,96 / 100,00  | 0,90 | 1 / 5      | Estável |
|                         | Aliança Povo Unido      | 253   | 5,31 / 100,00   | 0,91 | 0 / 5      | Estável |
| Votos Inválidos         | Votos Inválidos         | 247   | 5,19 / 100,00   | 0,69 |            |         |
| Total                   | Total                   | 4 763 | 100,00 / 100,00 |      | 5 / 5      |         |
| Eleitorado/Participação | Eleitorado/Participação | 6 636 | 71,78 / 100,00  | 4,78 |            |         |

### Santa Marta de Penaguião
| Partido                 | Partido                   | Votos | %               | +/-  | Vereadores | +/-     |
| ----------------------- | ------------------------- | ----- | --------------- | ---- | ---------- | ------- |
|                         | Aliança Democrática       | 2 339 | 46,11 / 100,00  | 6,90 | 3 / 5      | Estável |
|                         | Partido Socialista        | 2 294 | 45,22 / 100,00  | 5,95 | 2 / 5      | Estável |
|                         | Aliança Povo Unido        | 149   | 2,94 / 100,00   | 1,12 | 0 / 5      | Estável |
|                         | União Democrática Popular | 100   | 1,97 / 100,00   | -    | 0 / 5      | -       |
| Votos Inválidos         | Votos Inválidos           | 191   | 3,77 / 100,00   | 0,11 |            |         |
| Total                   | Total                     | 5 073 | 100,00 / 100,00 |      | 5 / 5      |         |
| Eleitorado/Participação | Eleitorado/Participação   | 6 682 | 75,92 / 100,00  | 0,32 |            |         |

### Valpaços
| Partido                 | Partido                   | Votos  | %               | +/-  | Vereadores | +/-     |
| ----------------------- | ------------------------- | ------ | --------------- | ---- | ---------- | ------- |
|                         | Partido Social Democrata  | 5 492  | 43,02 / 100,00  | -    | 3 / 7      | -       |
|                         | Centro Democrático Social | 4 542  | 33,58 / 100,00  | -    | 3 / 7      | -       |
|                         | Partido Socialista        | 1 804  | 14,13 / 100,00  | 0,51 | 1 / 7      | Estável |
|                         | Aliança Povo Unido        | 264    | 2,07 / 100,00   | 0,16 | 0 / 7      | Estável |
| Votos Inválidos         | Votos Inválidos           | 663    | 5,19 / 100,00   | 2,07 |            |         |
| Total                   | Total                     | 12 765 | 100,00 / 100,00 |      | 7 / 7      |         |
| Eleitorado/Participação | Eleitorado/Participação   | 19 008 | 67,16 / 100,00  | 6,16 |            |         |

### Vila Pouca de Aguiar
| Partido                 | Partido                 | Votos  | %               | +/-   | Vereadores | +/-     |
| ----------------------- | ----------------------- | ------ | --------------- | ----- | ---------- | ------- |
|                         | Aliança Democrática     | 4 780  | 59,00 / 100,00  | 4,35  | 5 / 7      | Estável |
|                         | Partido Socialista      | 2 388  | 29,47 / 100,00  | 0,02  | 2 / 7      | Estável |
|                         | Aliança Povo Unido      | 513    | 6,33 / 100,00   | 2,30  | 0 / 7      | Estável |
| Votos Inválidos         | Votos Inválidos         | 421    | 5,20 / 100,00   | 2,07  |            |         |
| Total                   | Total                   | 8 102  | 100,00 / 100,00 |       | 7 / 7      |         |
| Eleitorado/Participação | Eleitorado/Participação | 13 527 | 59,90 / 100,00  | 11,13 |            |         |

### Vila Real
| Partido                 | Partido                   | Votos  | %               | +/-  | Vereadores | +/-     |
| ----------------------- | ------------------------- | ------ | --------------- | ---- | ---------- | ------- |
|                         | Aliança Democrática       | 12 681 | 52,26 / 100,00  | -    | 5 / 7      | -       |
|                         | Partido Socialista        | 7 404  | 30,52 / 100,00  | 9,05 | 2 / 7      | Estável |
|                         | Aliança Povo Unido        | 2 054  | 8,47 / 100,00   | 1,15 | 0 / 7      | Estável |
|                         | OCMLP                     | 795    | 3,28 / 100,00   | Novo | 0 / 7      | Novo    |
|                         | União Democrática Popular | 192    | 0,79 / 100,00   | 1,72 | 0 / 7      | Estável |
| Votos Inválidos         | Votos Inválidos           | 1 137  | 4,68 / 100,00   | 0,99 |            |         |
| Total                   | Total                     | 24 263 | 100,00 / 100,00 |      | 7 / 7      |         |
| Eleitorado/Participação | Eleitorado/Participação   | 32 692 | 74,22 / 100,00  | 3,50 |            |         |